# Внезд Водовик
Внезд Водо́вик (умер 1231) — боярин Славенского конца древнерусского Новгорода, новгородский посадник с 1229 года по 1230 год.

## Голод
Приходу к власти Водовика предшествовали несчастья, которые обрушились на город, и последовавший за ним политический кризис.
В 1228 году князь новгородский и переяславль-залесский Ярослав Всеволодович, собираясь летом идти в поход на Ригу вместе с Переяславльским войском, уехал из Новгорода, оставив малолетних княжичей Александра и Фёдора под присмотром боярина Фёдора Даниловича и тиуна Якима.
1228 год был для Новгородской земли неурожайным, к тому же в городе стояло переяславльское войско, для которого было необходимо дополнительное продовольствие. В Новгороде начался голод.
Из-за голода в Новгороде начались беспорядки. Виновником был объявлен владыка Арсений, которого изгнали в Хутынский монастырь. После этого «взметнулся весь город» и люди пошли с веча с оружием грабить дома бояр. От взаимного истребления новгородцев спасла стихия: поднялся ураганный ветер, принёсший с Ильменя первый лёд, который разрушил «Великий мост» через Волхов, разметав восемь городниц (составные части моста) из девяти. Враждующие стороны были разделены Волховом.
Фёдор Данилович и тиун Яким, не дождавшись ответа Ярослава о просьбе Новгородцев об отмене забожничья, в феврале 1229 года сбежали с малолетними княжичами из города, опасаясь расправы новгородцев над собой.
Побег сыновей Ярослава был расценен, как знак от самого Ярослава, и, не дожидаясь более ответа, новгородцы призвали к себе князя Михаила Черниговского. Он отнял посадничество у Иванки Дмитровица и передал его Внезду Водовику. Иванку Дмитровица князь Михаил отравил в Торжок, но там его не приняли, и он отправился к Ярославу.

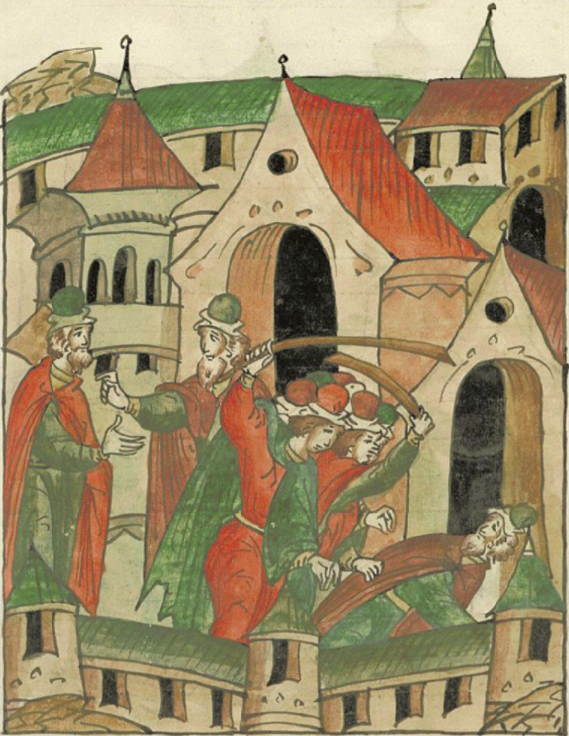
Избиение Степана Твердиславича и Ивана Тимофеевича по приказанию Водовика

## Посадничество
В 1230 году князь Михаил, наведя относительный порядок в Новгороде и «сотворив княжеский постриг» в Софийском соборе своему сыну Ростиславу, оставил его в городе, наделил своей властью нового владыку Спиридона и уехал в Чернигов.
Тогда же началась распря между Внездом Водовиком и Степаном, сыном известного новгородского посадника Твердислава. «Парубцы» Внезда Водовика избили сторонника Степана Твердиславовича, боярина Иванку Тимощиница, драки были и на Городище (там находился княжич).
На следующий день на вече Внезд Водовик настроил народ так, что на вече убили Волоса Блудкиница (по обвинению в желании поджечь дом Внезда Водовика). Затем было разграблено множество дворов, а посадник Внезд Водовик лично бросил Иванка Тимощиница в Волхов.

## Последний год жизни
Враждебная Ярославу партия Внезда Водовика временно взяла верх. Новгородцы с нетерпением ждали к себе Михаила Черниговского, с прибытием которого, как они надеялись, всё придет в порядок.
Но в это время Михаил и Ярослав примирились. Внезд Водовик с Ростиславом уехал в Торжок. Новгородцы, не видя поддержки со стороны черниговского князя, послали в Торжок сказать Ростиславу, что отец его «изменил им» и что теперь вместо него они могут найти другого князя.
После такого решения новгородцы выбрали нового тысяцкого — Микиту Петровича и вернули посадничество сопернику Внезда Водовика, Степану Твердиславичу, убили брата Внезда. Степан Твердиславич подбил на вече народ, чтобы разграбить двор Водовика и дворы и села, тех кто его поддерживал. Внезд Водовик удалился с Ростиславом и тысяцким Борисом Негочивицем в Чернигов, где и умер в 1231 году, приняв перед смертью постриг.
Современный исследователь полагает, что и народные бунты, на волне которых пришел к власти Внезд Водовик, а потом потерял её, и, особенно, разграбление имущества Водовика и его приверженцев связан не только с недовольством народа, но в первую очередь, с борьбой старой коллективной собственности с развивающейся новой частной собственностью. Таким образом получается, что описанные летописцем грабежи имели целью коллектива перераспределение богатств по общинному принципу, его противодействие личному обогащению знати.

### Научная
- Внезд-Водовик // Энциклопедический словарь Брокгауза и Ефрона : в 86 т. (82 т. и 4 доп.). — СПб., 1890—1907.
- Новгородская первая летопись старшего и младшего изводов. — М.-Л.: «Издательство Академии Наук СССР», 1950.—659 с //«Ізборник». Історія України IX—XVIII
- Янин В. Л. Новгородские посадники. — М.: Языки славянских культур, 2003. — 512 с.

### Художественная
- Субботин А. А. За землю русскую. Ист. роман. — М.: Воениздат, 1957. — 696 с.